# Stand in the Schoolhouse Door
Lo Stand in the Schoolhouse Door (letteralmente: "Opposizione all'ingresso della scuola") fu un'azione provocatoria che ebbe luogo nel Foster Auditorium presso l'Università dell'Alabama l'11 giugno 1963 contro la desegregazione razziale degli studenti voluta dalla presidenza di John Fitzgerald Kennedy.

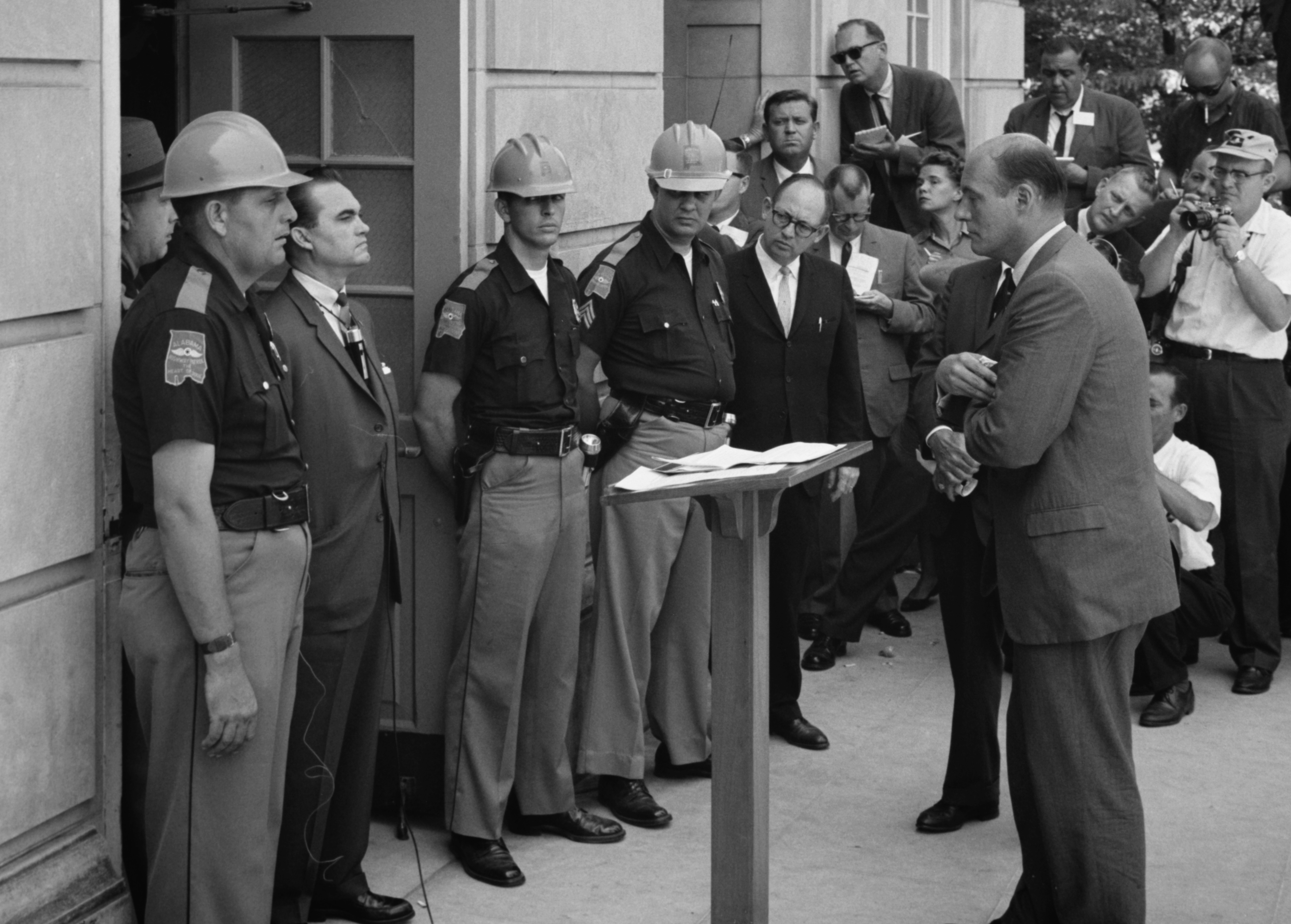
Nel tentativo di bloccare l'integrazione nell'Università dell'Alabama, il governatore George Wallace rimane provocatoriamente fermo sulla porta del Foster Auditorium mentre viene affrontato dal vice procuratore generale degli Stati Uniti Nicholas Katzenbach.

George Wallace, governatore dell'Alabama, in un tentativo simbolico di mantenere la sua promessa inaugurale di "segregazione ora, segregazione domani e segregazione per sempre" e di bloccare la desegregazione delle scuole, rimase fermo sulla porta dell'auditorium per cercare di impedire l'ingresso di due studenti neri, Vivian Malone Jones e James Hood.
L'incidente portò George Wallace alla ribalta nazionale.

## Antefatto
Il 17 maggio 1954 la Corte Suprema degli Stati Uniti aveva emesso il suo verdetto in merito alla causa Brown contro Board of Education, nella quale i ricorrenti sostenevano che l'istruzione dei bambini neri in scuole pubbliche separate dai loro omologhi bianchi fosse una pratica incostituzionale.

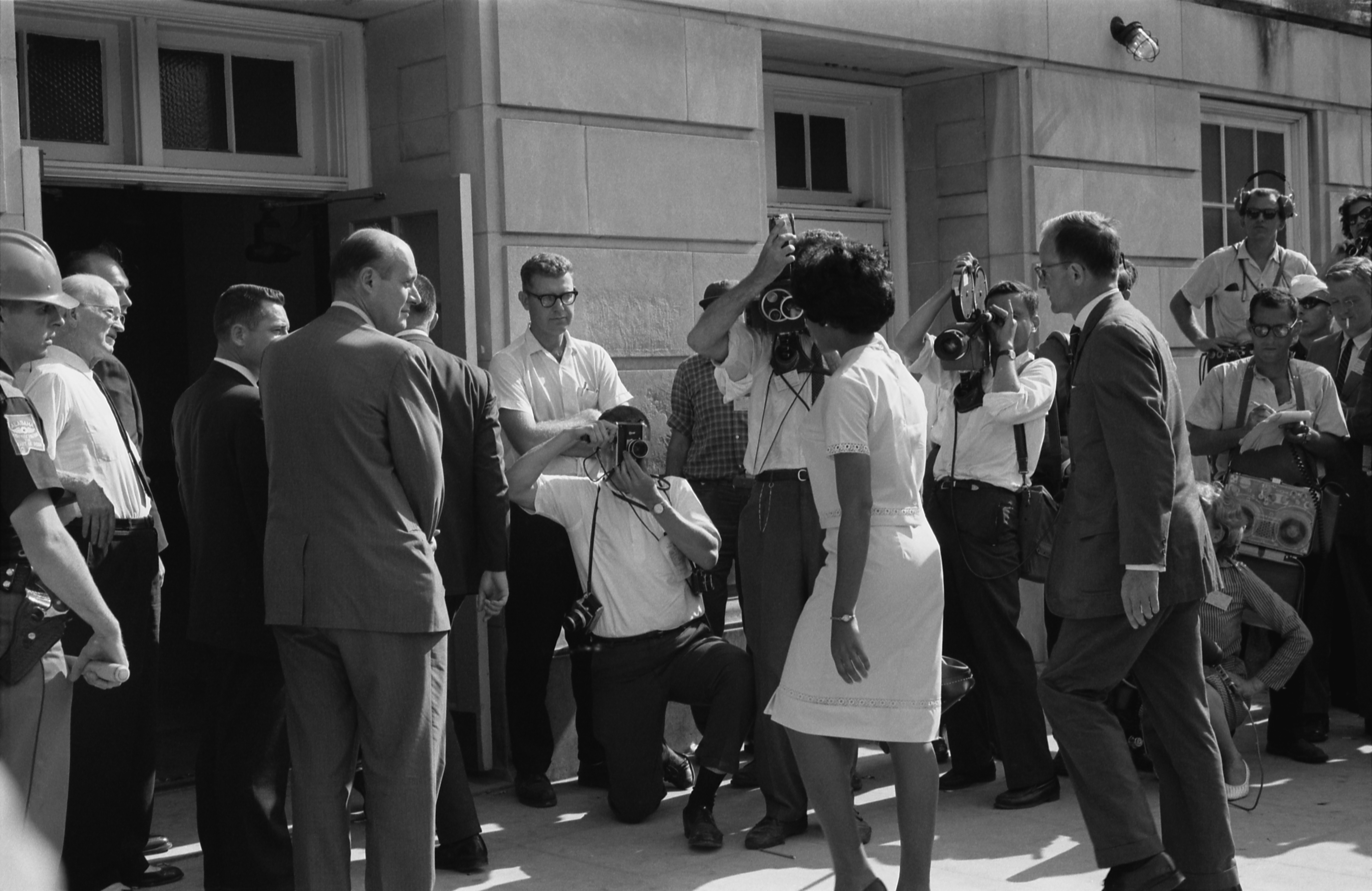
Vivian Malone Jones arriva per iscriversi alle lezioni presso il Foster Auditorium dell'Università dell'Alabama.

La sentenza Brown contro Board of Education comportava la desegregazione dell'Università dell'Alabama. Negli anni a seguire, centinaia di afroamericani fecero domanda per l'ammissione, ma furono tutti respinti. L'Università lavorava con la polizia per trovare un qualsiasi requisito che consentisse di escludere i candidati neri e, quando questo non riusciva, si ricorreva all'intimidazione degli aspiranti. Ma nel 1963, rifiutando di farsi intimidire, fecero domanda tre afroamericani con perfetti requisiti, Vivian Malone Jones, Dave McGlathery e James Hood. All'inizio di giugno, un giudice ordinò che fossero ammessi e proibì al governatore Wallace di intervenire.

## L'incidente
L'11 giugno la Malone e Hood si presentarono per l'iscrizione. Wallace, nel tentativo di mantenere la sua promessa, nonché per ragioni di spettacolarizzazione politica, bloccò l'entrata al Foster Auditorium sotto gli occhi dei mass media. Il vice procuratore generale Nicholas Katzenbach, affiancato dai marshal federali, intimò a Wallace di farsi da parte. Tuttavia, Wallace interruppe Katzenbach e rifiutò, tenendo un discorso sui diritti degli Stati federati.
Katzenbach contattò allora il presidente John F. Kennedy, che mobilitò la Guardia Nazionale dell'Alabama. Il generale Henry Graham ordinò quindi a Wallace di farsi da parte con queste parole: "Signore, è mio triste dovere chiederle di farsi da parte su ordine del Presidente degli Stati Uniti". Wallace allora parlò ancora, ma alla fine si spostò, e Malone e Hood poterono iscriversi come studenti.

## Nella cultura di massa
L'evento è citato nel film Forrest Gump del 1994 di Robert Zemeckis, nel quale l'omonimo protagonista sarebbe stato presente al fatto. Inoltre è trattato nel romanzo di Ken Follett, del 2014, I giorni dell'eternità.